# Turbinaria triquetra
Espèce
Turbinaria triquetra est une espèce d'algues brunes (classe des Phaeophyceae) de la famille des Sargassaceae.